# Diecéze Laghouat
Diecéze Laghouat je diecéze římskokatolické církve, nacházející se v Alžírsku.

## Území
Diecéze zahrnuje území Alžírska jižně od Atlasu.
Biskupským sídlem je město Laghouat. V Ghardáje se nachází konkatedrála diecéze.
Zahrnuje 11 farností. K roku 2013 měla 1 200 věřících, 3 diecézních kněží, 11 řeholních kněží, 16 řeholníků a 32 řeholnic.

## Historie
Dne 19. července 1901 byla z části území apoštolského vikariátu Sahara a Súdán vytvořena apoštolská prefektura Ghardája.
Dne 10. ledna 1921 byla dekretem Quo in nonnullis Konzistoriální kongregace přejmenována na Ghardája v Sahaře.
Dne 10. června 1948 byla bulou Ghardaiensis papeže Pia XII. povýšena na apoštolský vikariát.
Dne 5. července 1954 byla z části jeho území vytvořena apoštolská prefektura Španělská Sahara a Ifni.
Dne 14. září 1955 byl bulou Dum tantis papeže Pia XII. povýšen na diecézi se současným jménem.

## Seznam biskupů
- Charles Guérin (1901 - 1910)
- Henry Bardou (1911 - 1916)
- Louis David (1916 - 1919)
- Gustave-Jean-Marie Nouet, M.Afr. (1919 - 1941)
- Georges-Louis Mercier, M.Afr. (1941 - 1968)
- Jean-Marie Michel Arthur Alix Zacharie Raimbaud, M.Afr. (1968 - 1989)
- Michel-Joseph-Gérard Gagnon, M.Afr. (1991 - 2004)
- Claude Jean Narcisse Rault, M.Afr. (2004 - 2017)
- John Gordon MacWilliam, M.Afr. (od 2017)